# Zajčji Vrh
Zájčji Vŕh (ladinsko Sajčji Vrh) je naselje v Sloveniji.

## Geografija
Povprečna nadmorska višina naselja je 175 m.
Pomembnejša bližnja naselja so: Otovec (3 km), Črnomelj (3 km) in Talčji Vrh (1,5 km).